# Розробка вугілля зриттям гори

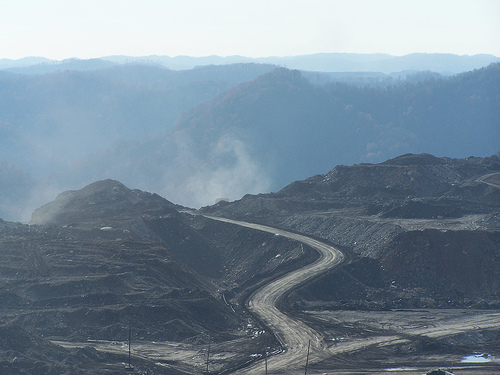
Місце гірничих розробок способом MTR

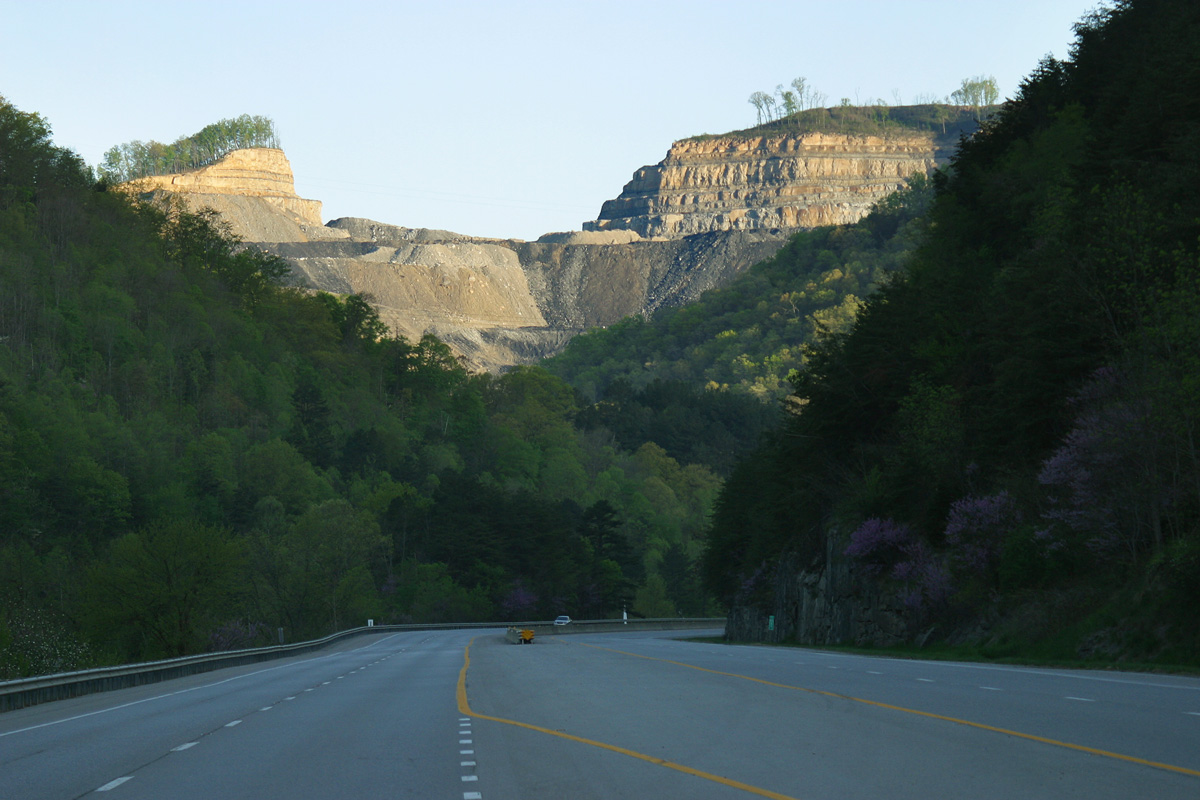
Місце гірничих розробок способом MTR в окрузі Пайк, штат Кентуккі

Розробка вугілля зриттям гори (Mountaintop removal mining (MTR) або mountaintop mining (MTM)) є формою відкритої розробки вугільних родовищ на вершині або гірському хребті шляхом повного видалення (зриття) верхньої частини гори, під якою розташований пласт. У Сполучених Штатах цей спосіб розроблення вугільних родовищ застосовується у Аппалачському кам'яновугільному басейні на сході США. Вибухові речовини використовуються для видалення до 400 футів (120 м) гори, щоб оголити вугільні пласти. Надлишок гірських порід і ґрунтів скидається в сусідні долини, у так звані «долинні засипки» («holler fills», «hollow fills» or «valley fills»).
Практика MTM вважається дуже суперечливою. Хоча вона має економічні переваги, існує також занепокоєння щодо екологічної шкоди та шкоди здоров'ю людей.

## Огляд
Гірничі розробки способом MTR є формою відкритої розробки вугільних родовищ, що передбачає зміну ландшафту шляхом видалення вершини гори, пагорба чи хребта для доступу до розташованих під ними вугільних пластів.
Технологія MTR передбачає розроблення вугільних пластів шляхом попереднього повного видалення розкривних порід, що лежать на них, і оголення пластів зверху. Розкрив при розробці зриттям гори або повертається на хребет, з намаганням відтворити приблизний оригінальний контур гори, та/або переміщується в сусідні долини.
Надлишок породи та ґрунтів, що містить побічні продукти видобутку, складується у прилеглих долинах, у так звані «долинні засипки» («holler fills», «hollow fills» or «valley fills»).
MTR у Сполучених Штатах найчастіше асоціюється з видобуванням вугілля в Аппалачських горах. За даними супутникових спостережень (Google Earth і Landsat) площа розкривних робіт за період з 1985 по 2015 рік становила 2900 км2. Враховуючи ділянки наземних гірничих робіт до 1985 року, загальна площа вилучених розкривних порід становила 5900 км2. Подальші дослідження дають оціночну залежність площі розкриву та видобутку вугілля: в середньому на 12 м2 вилучених розкривних порід — одна метрична тонна вугілля. Промплощадки розташовуються від Огайо до Вірджинії. Більшість гірничих розробок способом MTR налічується у Західній Вірджинії та Східному Кентуккі, двох найбільших вуглевидобувних штатах регіону Аппалачія. Станом на 2010 р. способом MTR у США розроблялося понад 1,4 мільйона акрів (5700 км²), що перевищує площу штату Делавер. Понад 500 гір у США було знищено цим процесом, в результаті чого поховано 3200 км водотоків.
Розробка зриттям гір практикується з 1960-х років. Збільшення попиту на вугілля в Сполучених Штатах, викликане нафтовими кризами 1973 і 1979 років, створило стимули для більш економічної форми видобування вугілля, ніж традиційні підземні методи розроблення з залученням сотень працівників. Технологія MTR набула ще більшого поширення у 1990-х роках — для видобування вугілля з відносно низьким вмістом сірки, який є більш екологічно чистим при спалюванні, попит на який, в свою чергу, зріс в результаті поправок до Закону США про чисте повітря, які посилили обмеження на викиди при переробці вугілля з високим вмістом сірки.

## Процес

Схема розробки вугільного пласта зриттям гори (EPA США):
Стадія 1. Шари породи та ґрунтів над пластом вугілля (так звані розкривні породи) видаляються.
Стадія 2. Верхні (некондиційні) пласти вугілля видаляються разом із розкривом; відвалоутворення відбувається у сусідній долині.
Стадія 3. Драглайни виймають нижні пласти вугілля із залишенням розкривних порід у відвалах.
Стадія 4. Відновлення рельєфу розпочинається водночас із продовженням видобування вугілля.
Стадія 5. Після завершення виймання вугілля проводиться остаточна рекультивація та відновлюється початковий ландшафт.

### Гірничі роботи
Промплощадку знеліснюють до початку гірничих робіт, а отриману деревину або продають, або спалюють. Відповідно до Закону про контроль та рекультивацію поверхневих гірничих робіт від 1977 року (SMCRA), верхній шар ґрунту має бути видалений та складований для подальшої рекультивації. Однак вугільні компанії часто отримують звільнення від такого обов'язку і замість цього відновлюють ландшафт за допомогою «замінника верхнього шару ґрунту». Звільнення надається, якщо на вершині скелястого хребта у природних умовах немає достатньої кількості верхнього шару ґрунту. Після того, як територія розчищена, гірники використовують вибухівку, щоб підірвати розкривні породи, пусті породи та підґрунт, щоб оголити вугільні пласти під ними. Потім розкривні породи переміщуються різними механічними засобами на ділянки хребта, раніше відпрацьовані. Ці ділянки є найбільш економічними для відвалоутворення, оскільки вони розташовані поблизу діючої копальні. Якщо рельєф хребта занадто крутий, щоб адекватно впоратися з обсягом утворених пустих порід, то додатковий відвал утворюється у сусідній долині або улоговині, створюючи так звану «долинну засипку» («holler fills», «hollow fills» or «valley fills»). Як наслідок, будь-які водотоки у долині будуть поховані розкривом.
Далі фронтальний навантажувач або кар'єрний екскаватор виймає вугілля, яке транспортується на збагачувальну фабрику.
Оскільки вугілля зазвичай міститься в кількох геологічно стратифікованих пластах, гірники часто можуть повторити процес зриття для розроблення декількох пластів на одній горі, щоразу збільшуючи глибину розрізу. Це може призвести до заглиблення на сотні додаткових футів.

### Рекультивація
Після завершення виймання вугілля на певній ділянці, розкривні породи з наступної ділянки, яка буде розроблятися, складуються на раніше відпрацьовану діялянку. Після завершення укладання та грейдерування розкривних порід поверх розкриву насипається верхній шар ґрунту (або його замінник). Далі висіюють травяний покрив сумішшю насіння, добрив і мульчі, виготовленої з переробленої макулатури. Залежно від побажань власника земельної ділянки, вона буде потім рекультивована шляхом висадження дерев, якщо попередньо узгоджене використання землі після видобування корисних копалин як лісових угідь або середовища проживання диких тварин. Якщо власник землі вимагав інше використання землі після видобування корисних копалин, земельну ділянку можна рекультивувати для використання як пасовища, для господарської забудови чи іншого використання, зазначеного в SMCRA.

## Економіка
Станом на 2015 рік приблизно одна третина електроенергії, виробленої в Сполучених Штатах, виробляється на вугільних електростанціях. Станом на 2001 рік на частку MTR припадало менше 5 % видобутку вугілля в США. Однак у деяких регіонах цей відсоток вищий: наприклад, MTR забезпечив 30 % вугілля, видобутого у Західній Вірджінії у 2006 році.
Історично в США поширене видобування вугілля підземним способом, який є дуже трудомістким. Способом MTR за рахунок використання вибухівки та великої кар'єрної техніки на одного працівника за годину можна видобути більш ніж у два з половиною рази більше вугілля, ніж у традиційних шахтах, що значно зменшує потребу в робітниках. У Кентуккі, наприклад, кількість працівників скоротилася більш ніж на 60 % з 1979 по 2006 рік (з 47 190 до 17 959 працівників). Загалом галузь втратила приблизно 10 000 робочих місць з 1990 по 1997 рік, оскільки MTR, а також більш механізовані методи підземного видобування стали ширше використовуватися. Також вважається, що відкрите розроблення в цілому є безпечнішим для гірників, ніж направлення шахтарів під землю.
Прихильники стверджують, що в певних геологічних районах MTR та подібні види відкритого розроблення єдині уможливлюють доступ до тонких пластів вугілля, які традиційним підземним способом неможливо або нераціонально видобути. MTR іноді є найбільш економічно ефективним методом видобування вугілля.
У 2000—2005 роках було проведено кілька досліджень впливу обмежень на застосування технології розробки зриттям гір. Дослідження Марка Л. Бертона, Майкла Дж. Гікса та Келла Кента виявили значні податкові втрати на державному рівні, пов'язані з нижчим рівнем видобутку корисних копалин (зокрема, дослідження не вивчали потенційні екологічні витрати, які, як визнають автори, можуть переважати комерційні вигоди). Ділянки зриття гірських вершин зазвичай відновлюються після завершення гірничих робіт, але «рекультивовані ґрунти, як правило, мають більш високу насипну щільність, менший вміст органічних речовин, низький рівень інфільтрації води та низький вміст поживних речовин».
Проекти рекультивації, розроблені у поєднанні з потребами громади, можуть сприяти місцевому економічному розвитку. Раніше використані землі можуть бути використані як стійкі сільськогосподарські землі та ділянки для розміщення сонячних електростанцій. Ці зусилля можуть допомогти диверсифікувати та стимулювати місцеву економіку, забезпечуючи робочі місця та інші економічні можливості.

## Вплив на довкілля

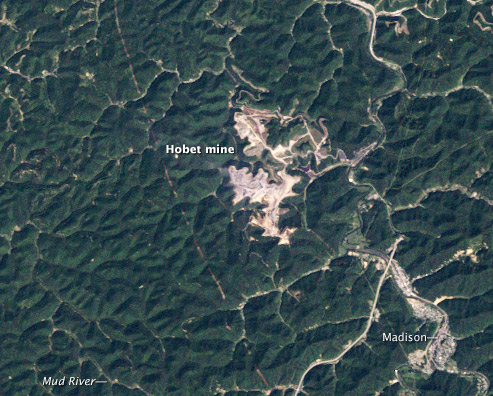
Копальня Гобет у Західній Вірджинії, знята NASA LANDSAT у 1984 році

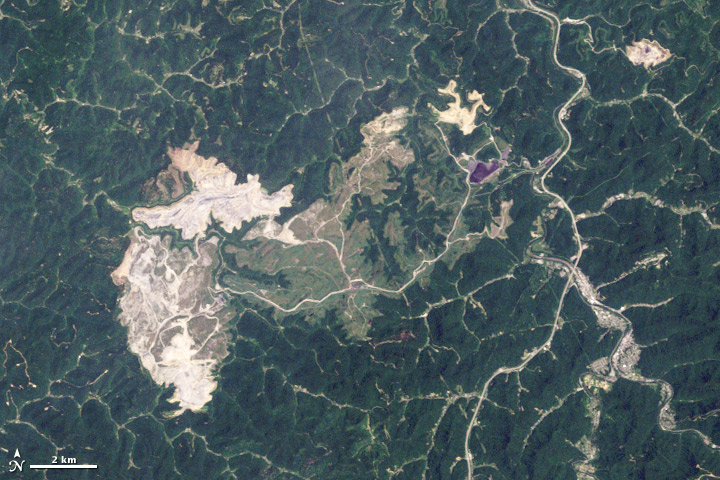
Копальня Гобет у Західній Вірджинії, знята NASA LANDSAT у 2009 році

Технологія MTR негативно впливає на довкілля. Підривання та виймання порід та вугілля викидає багато забруднюючих речовин в навколишнє середовище та змінює екосистему. Супутні забруднювачі повітря, такі як тверді частки, оксиди азоту, діоксид сірки, не лише шкідливі для здоров'я — вони також впливають на всі екосистеми. Забруднення повітря сприяє таким проблемам, як підкислення води та ґрунту, біоакумуляція хімічних речовин у харчовому ланцюгу та евтрофікація. Засипання долин поховало понад 2000 км верхів'їв і струмків в Аппалачах. MTR зменшує ресурс прісної води, який підтримує біорізноманіття. Крім того, гірничі розробки створюють умови для вимивання забруднень. Ca2+, Mg2+ і SO42− змінюють хімічний склад води, підвищуючи pH, солоність та електропровідність. Збільшення вмісту фосфору та азоту може спричинити забруднення поживними речовинами. Селен токсичний і здатний біоакумулюватися. Порушення земної поверхні внаслідок вирубки лісів, зміщення/вилучення ґрунту та кореневої породи, використання важкої техніки може зменшити швидкість інфільтрації ґрунтів, наземне середовище проживання та поглинання вуглецю, збільшити стоки і вивітрювання відкладень. Як наслідок, гідрологія, геохімія та здоров'я екосистеми можуть зазнати постійного шкідливого впливу.

## У мистецтві та медіа

### Короткі відео
- Відеооператор Тріп Дженнінгс висвітлює громади, які піддаються ризику MTR, і наголошує на важливості відродження економіки для створення здорового майбутнього. Communities at Risk («Спільноти в зоні ризику») (2015).[29]
- Смітсонівський канал демонструє аерозйомку масштабів гірничих розробок способом MTR. The Land of Mountaintop Removal («Земля зритих гірських вершин») (2013).[30]

### Документальні фільми
- Чет Панкейк випустив повнометражний документальний фільм про зриття вершини гори — Black Diamonds: Mountaintop Removal and the Search for Coalfield Justice (2006).[31] У фільмі знялася Джулія Бондс, яка отримала екологічну премію Голдмана 2003 року.
- Документальний фільм Mountain Top Removal (2007) присвячений активістам Mountain Justice Summer, мешканцям вугільних регіонів і чиновникам вугільної промисловості. 18 квітня 2008 року фільм отримав нагороду Reel Current та був представлений Елом Гором на кінофестивалі в Нешвіллі.
- Документальний фільм Burning the Future: Coal в Америці (2008) був удостоєний премії Міжнародної асоціації документалістів у 2008 році Паре Лоренца за найкращий документальний фільм.[32]

### Художня література
- Зриття вершини гори є основним сюжетним елементом бестселера Джонатана Франзена «Свобода» (2010), де головний герой допомагає захистити землю від відкритих гірських розробок з обіцянкою, що вона буде відновлена і перетворена на природний заповідник.[33]
- У романі Джона Грішема «Сіра гора» (2014) Саманта Кофер переїжджає з великої юридичної фірми на Уолл-стріт у маленьке містечко в Аппалачах, де вона стикається зі світом видобування вугілля.

## Цитовані тексти
- Copeland, C. (2004). Mountaintop removal mining. У Humphries, M. (ред.). U.S. Coal: A Primer on the Major Issues. Nova Publishers. ISBN 1-59454-047-0.

## Подальше читання
- 100 Arrested at White House Calling for End to Mountaintop Coal Removal. Democracy Now! video report.
- Burns, Shirley Stewart (30 вересня 2009). Mountaintop Removal in Central Appalachia. Southern Spaces.
- McQuaid, John (January 2009). Mining the Mountains. Smithsonian. Т. 39, № 10. с. 74—85. Архів оригіналу за 16 січня 2009. Процитовано 25 квітня 2009.
- Mid-Atlantic Mountaintop Mining. United States EPA.
- Mountaintop Mining: Background on Current Controversies (PDF). Congressional Research Service.
- Mountain Top Removal. Visual.ly.
- Mountaintop removal mining is a crime against Appalachia. Al Jazeera America. 7 квітня 2015.
- Toxic West Virginia. Vice. 2010. Архів оригіналу за 24 жовтня 2014. Процитовано 5 вересня 2017.
- Mapping mountaintop coal mining's yearly spread in Appalachia. Phys.org. 25 липня 2018.